# Pristomerus inaequidens
Pristomerus inaequidens là một loài tò vò trong họ Ichneumonidae.